# Alcuinus
Alcuinus van York, Angelsaksisch: Ealhwine, Latijn: Alcuinus of Albinus (York, ca. 735 - Tours, 19 mei 804) was een Angelsaksisch geleerde en schrijver uit de 8e eeuw, leermeester en nadien raadgever van Karel de Grote. Hij is ook bekend als Alcuinus van Tours, naar de plaats waar hij abt werd en overleed. 

## Biografie
Alcuinus werd rond 735 geboren in de Engelse stad York. Rond 770 werd hij tot diaken gewijd. In 778 werd hij bibliothecaris van de vermaarde bibliotheek van zijn geboortestad. Hij was een leerling van Ecgberht van York en diens opvolger Aethelbert of Albert van York, die volgens Alcuinus een modelbisschop was. Alcuinus was via Ecgberht indirect een leerling van de geleerde monnik Beda Venerabilis. Alcuinus kreeg dus in het koninkrijk Northumbria een religieuze opleiding die tegelijkertijd ruimte liet voor de artes liberales, iets wat Alcuinus later in de paleisschool van Aken goed zou gebruiken. 
In 781, tijdens een reis naar Rome, ontmoette hij in Parma Karel de Grote, die hem overhaalde om in zijn dienst te treden. Karel de Grote nodigde hem dat jaar ook uit om de paleisschool in Aken op te zetten.  In 782 kwam hij inderdaad met enige landgenoten vanuit Engeland naar het Frankische Rijk over. Van Karel de Grote ontving Alcuinus het beheer over verschillende abdijen, zoals Troyes, Saint-Josse-sur-Mer en Ferrières. Hij gaf onderricht aan Karel zelf, en aan vele van diens kinderen en verwanten. In het geleerde gezelschap dat hij had gevormd, droeg Alcuinus de schuilnaam Flaccus (naar de bekende Romeinse dichter Quintus Horatius Flaccus). Zijn medestanders aan het hof voor de uitbouw van de Karolingische renaissance waren Theodulf van Orléans, Angilram, Paulus Diaconus, Benedictus van Aniane, Leidrade van Lyon en Paulinus van Aquilea. Via de Akense paleisschool voerde hij een eenvoudiger schrift door, het zogenaamde Karolingische minuskel.
Tussen 790 en 793 verbleef hij in opdracht van Karel de Grote tijdelijk weer in zijn geboorteland; Alcuinus was Karels diplomaat aan het hof van koning Offa van Mercia. Daarna verbleef hij tot zijn dood definitief op het continent. 
In 796 werd Alcuinus abt van de abdij van Sint-Maarten in Tours (hetgeen niet direct bewijst dat hij zélf benedictijner monnik was). Hij nam daar vele maatregelen tot verbetering van de tucht en van het onderwijs, en hij bouwde er een fraaie bibliotheek op, vooral door belangrijke werken uit andere bibliotheken, met name uit die van zijn geboortestad York, te laten kopiëren in zijn scriptorium. Niet geheel duidelijk is of hij abt van de Abdij van Saint-Amand en de Sint-Servaasabdij in Maastricht is geweest, hoewel daar wel aanwijzingen voor bestaan. Alcuinus was een prominent figuur in de synode van Frankfurt am Main in 794. Alcuinus was een tegenstander van het adoptianisme. Hij heeft een – zij het niet altijd duidelijk te omschrijven en vast te stellen – rol gespeeld in de beeldenstrijd, in zijn correspondentie met Byzantium. Hij was betrokken bij een herziening van de Bijbeltekst met het oog op verspreiding in geheel het Karolingische Rijk. Het christendom dankt aan hem ook een herziening van het Romeins Missaal. Vanaf 801 verbleef Alcuinus in de regel te Tours, waar hij zich aan de studie van zowel de profane als de theologische literatuur wijdde.
Ten slotte heeft hij zijn invloed aangewend ten gunste van de Frankische missionering onder de onderworpen volken in het Karolingische Rijk. Alcuinus overleed te Tours op 19 mei 804.

## Politieke rol bij Karels kroning
Alcuinus genoot aanzien aan het Karolingische hof. Hij stond achter het politiek idee van een monarch die heerste over het universeel christendom. Alcuinus noemde Karel de Grote de nieuwe koning David. Paus Leo III was het slachtoffer van een aanslag in 799 in Rome door aanhangers van de vorige paus Adrianus I die Leo's afzetting eisten. De paus kon Rome, weliswaar gekwetst, ontvluchten. De paus reisde 3 maanden lang, over de Alpen, naar Paderborn, waar Karel de Grote hem ontving tijdens zijn Saksische veldtocht. Alcuinus was niet aanwezig in Paderborn – hij liep niet hoog op met veldslagen – maar schreef enkele brieven naar Karel de Grote over zijn politieke analyse over de chaotische toestand in Rome. Alcuinus trok resoluut partij voor de paus en drong aan dat de paus terug naar Rome keerde en in zijn functie hersteld werd (wat ook gebeurde). Alcuinus' politieke idee van sacraal koningschap werd concreet uitgevoerd. In 800 was Alcuinus in Rome aanwezig bij de kroning van Karel de Grote door paus Leo III tot bestuurder/keizer van het (West)Romeinse Rijk (gubernans Imperium Romanum). Voor Alcuinus was dit de bekroning van een keizerlijke bescherming van de kerk en, omgekeerd, een kerkelijke steun in het rijksbestuur.

## Literair werk en betekenis
Alcuinus was de meest prominente figuur van de Karolingische renaissance. Hij bracht de Franken in contact met de Latijnse cultuur die in Engeland nog bestond. Zijn grootste betekenis ligt trouwens in de rol die hij vervulde voor de verbreiding van wat in zijn dagen restte van de literatuur uit vroeger eeuwen. Oorspronkelijk zijn zijn eigen werken niet, maar ze hebben juist tot doel gehad de verbreiding van kennis te bevorderen. Als Karel de Grotes "minister van Onderwijs" zorgde Alcuinus voor het behoud van de literaire bronnen, voor de organisatie van de scholen, en voor het peil van het gegeven onderricht. Aldus is hij zonder twijfel een belangrijke schakel geweest in de ontwikkeling van het onderwijs (en daardoor van de wetenschap), van Cassiodorus en Isidorus van Sevilla tot de bloeitijd van de scholastiek.

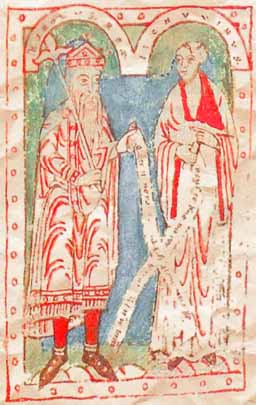
Karel de Grote (links) en Alcuinus (12e-eeuwse illuminatie)

Wij bezitten van Alcuinus een aantal Bijbelcommentaren. Zijn hoofdwerk is De fide sanctae et individuae Trinitatis, een theologisch werk over het mysterie van de Drievuldigheid, dat vooral bouwt op Aurelius Augustinus. Zijn enige werk op het terrein der thematische wijsbegeerte is een boek over de ziel, De animae ratione, dat eveneens in hoge mate beïnvloed is door Augustinus. Zijn werk De virtutibus et vitiis is een traktaat over moraal. Verder zijn van hem ongeveer 300 brieven bekend gebleven die, nog afgezien van de wetenschappelijke inhoud, ook een belangrijke bron vormen voor onze kennis van de geschiedenis van die periode. Hij schreef mee aan de Libri Carolini. Hij is de auteur van Disputatio de rhetorica et de virtutibus sapientissimi regis Karli et Albini magistri; Conflictus veris et hiemis; Sequentia de sancto Michaele quam Alcuinus composuit Karolo imperatori. Ook schreef hij gedichten, onder andere De cucullo, (Over de koekoek) en De luscinia (Over de leeuwerik); van hem is er een kort gedicht over de Rijn met Utrecht als plaats met weiden waar hij een bord pap met boter en honing kon krijgen. Dorestad kon men beter links laten liggen want ene norse Hrotberct, een gierige koopman, gaf daar waarschijnlijk geen onderdak. Van bijzonder belang voor Nederland is voorts zijn levensbeschrijvig van de heilige Willibrord, eerste bisschop van Utrecht.

## Schoolboeken
Op zijn naam staat een verzameling vraagstukken en denkoefeningen, Propositiones ad Acuendos Juvenes ('stellingen om het verstand van de jeugd te scherpen'). Ze bevat onder meer de oudst bekende versie van het rivieroversteek-raadsel van de kool, de geit en de wolf. Een wiskundige getallenreeks draagt zijn naam. Verder schreef hij diverse schoolhandboeken, waarvan onder meer die over grammatica, dialectica en retorica bewaard gebleven zijn. In zijn werk Admonitio generalis drong hij aan dat er in elk bisdom van handboeken met een kwaliteitsniveau gebruik gemaakt moest worden.

## Leerlingen
Een belangrijke leerling van Alcuinus was Hrabanus Maurus, vanaf 822 abt van Fulda, die op zijn beurt Otfried von Weißenburg als leerling had (de schrijver van het Evangelienbuch). Een andere leerling was Einhard, die als historicus een biografie schreef over het leven van Karel de Grote.
- Bibsys: 90199308
- Biblioteca Nacional de España: XX1724031
- Bibliothèque nationale de France: cb120306790 (data)
- Catàleg d'autoritats de noms i títols de Catalunya: 981058523281606706
- CiNii: DA00800801
- Gemeinsame Normdatei: 118502026
- International Standard Name Identifier: 0000 0001 1578 8089
- Library of Congress Control Number: n50042175
- MusicBrainz: ff72ce32-9229-4099-ac28-5d18056b5082
- Nationale Bibliotheek van Tsjechië: kup20030000001334
- Nationale bibliotheek van Australië: 35002772
- Nationale Bibliotheek van Israël: 987007257393105171
- Nationale Bibliotheek van Polen: a0000001891812
- Nationale en Universitaire bibliotheek Zagreb: 000547281
- Nederlandse Thesaurus van Auteursnamen: 068824955
- Réseau des bibliothèques de Suisse occidentale: 02-A000005431
- Istituto Centrale per il Catalogo Unico: CFIV054367
- LIBRIS: 175140
- SNAC: w6g16h4s
- Système universitaire de documentation: 028479289
- Trove: 785496
- Union List of Artist Names: 500114373
- Virtual International Authority File: 96533523